# HMS Imogene FC
Der HMS Imogen FC war ein Sportverein in Istanbul zur Zeit des Osmanischen Reiches und Gründungsmitglied der İstanbul Futbol Ligi.
HMS Imogene FC wurde 1904 von der Besatzung des Schiffs HMS Imogene gegründet. Sie spielten von 1904 bis 1909 in der İstanbul Futbol Ligi, die als renommierteste Liga der Türkei galt. Der Verein wurde in der ersten Saison der Liga erster Meister. In den folgenden Jahren konnten sie den Erfolg aber nicht mehr wiederholen. Beheimatet war der Verein zuletzt im Papazın Çayırı, dem heutigen Şükrü Saracoğlu Stadı.